# برکلی (ویرجینیا)
برکلی (به انگلیسی: Berkley) یک منطقهٔ مسکونی در ایالات متحده آمریکا است که در ویرجینیا واقع شده‌است.